# Троицкий храм (Улан-Батор)
Свято-Троицкий храм (монг. Гэгээн Троицкийн сүм) — единственный православный храм в Улан-Баторе, столице Монголии; располагается в районе Баянзурх (улица Жукова, 55-а). Нынешнее здание в неорусском стиле построено в 2009 году.

## История
В 1860 году, в результате подписания Пекинского трактата, российской стороне было предоставлено право открытия консульства в столице Внешней Монголии — Урге.
В 1863 году в Ургу прибыл штат консульства с конвоем из 20 казаков; их силами было возведено здание консульства, а также непосредственно примыкающая к нему православная церковь в честь Святой Троицы, в которой 22 марта 1864 года забайкальским священником Иоанном Никольским было совершено первое богослужение, что считается днём рождения Троицкого прихода.
Долгое время храм не имел постоянного настоятеля, и богослужения совершали приезжие священники из Забайкальской и Китайской Духовных Миссий, а также Иркутской епархии.
4 сентября 1893 года синодальным распоряжением в консульскую церковь был назначен настоятелем Николай Шастин, бывший миссионер Цакирского стана Забайкальской Духовной Миссии, прослуживший до 1914 года. Вторым настоятелем Троицкого прихода Урги стал иркутский священник Феодор Парняков.
В апреле 1920 года старостой церкви стал эмигрировавший из России полковник М. Г. Торновский. После ареста Торновского оккупационными китайскими властями в ноябре 1920 года, связанного с неудачной попыткой штурма города Азиатской дивизией Унгерн-Штернберга, Троицкая церковь, за исключением икон, была полностью разграблена гоминьдановцами. После взятия города Унгерном в начале февраля 1921 года, Феодор Парняков, после трёхдневного допроса по подозрению в связях с большевиками, был изрублен шашками.
Сын первого настоятеля храма, П. Н. Шастин, приглашённый в Ургу в 1923 году после Монгольской революции, стал заметным деятелем здравоохранения в МНР, а его дочь Н. П. Шастина — известным монголоведом и переводчиком. С 1927 года храм, не имевший настоятеля, был закрыт для религиозного пользования; помещение использовалось для иных назначений. В конечном итоге здание было отдано под магазин.
С 1996 года в Улан-Батор начали приезжать священники Русской православной церкви. Возрождающаяся православная община Улан-Батора обслуживалась Читинской епархией. 19 января 1998 года в Улан-Батор прибыл протоиерей Анатолий Фесечко, новоназначенный настоятель Свято-Троицкого прихода; накануне его приезда 29 декабря 1997 года российская компания ОАО «Внешинторг» передала здание на территории своего торгового представительства, располагавшееся напротив старого храма, в пользование Русской православной церкви
8 июля 2001 года митрополит Кирилл (Гундяев) освятил закладной камень нового Храма в честь Святой Троицы.
В 2005 году настоятелем прихода стал священник Алексей Трубач; 4 сентября 2006 года он встречался с президентом страны Намбарыном Энхбаяром по вопросу получения разрешения на строительство полноценного православного храма в столице страны.
21 июня 2009 года, в Неделю всех святых, в земле Российской просиявших, восстановленный храм был освящён секретарём Московской патриархии по зарубежным учреждениям епископом Егорьевским Марком (Головковым).

## Описание
При входе в храм находятся иконописные изображения Александра Невского, Дмитрия Донского, Сергия Радонежского — русских святых, связанных с историей русско-монгольских отношений, а также первого монгольского святого Петра Ордынского.

## Приходская жизнь
С 2009 года Троицким приходом начала издаваться православная газета на монгольском и русском языках «Троица», монголоязычные сборники православных молитв. При храме организован детский культурный центр, при котором действуют кружки русского языка, русского балета, изобразительного и гончарного искусства. В спортивной секции при храме русская и монгольская молодёжь занимается хоккеем, боксом. 28 ноября 2010 года при Свято-Троицком приходе Улан-Батора открылась секция айкидо. Занятия ведёт профессиональный тренер М. Алтанбагана, президент Федерации Айкидо Монголии.